# Saint-Sulpice-des-Landes (Loire-Atlantique)
Saint-Sulpice-des-Landes (bretonisch: Sant-Suleg-al-Lanneier) ist eine Ortschaft und eine Commune déléguée in der französischen Gemeinde Vallons-de-l’Erdre mit 679 Einwohnern (Stand: 1. Januar 2022) im Département Loire-Atlantique in der Region Pays de la Loire. Die Einwohner werden Sulpiciens genannt.
Zum 1. Januar 2018 wurde Saint-Sulpice-des-Landes mit Bonnœuvre, Freigné, Maumusson, Saint-Mars-la-Jaille und Vritz zur Gemeinde (Commune nouvelle) Vallons-de-l’Erdre zusammengelegt. Die Gemeinde Saint-Sulpice-des-Landes gehörte zum Arrondissement Châteaubriant-Ancenis.

## Geografie
Saint-Sulpice-des-Landes liegt etwa 47 Kilometer nordöstlich von Nantes und etwa 50 Kilometer westnordwestlich von Angers. Umgeben wurde die Gemeinde Saint-Sulpice-des-Landes von den Nachbargemeinden La Chapelle-Glain im Norden, Le Pin im Osten und Nordosten, Freigné im Osten, Saint-Mars-la-Jaille und Bonnœuvre im Süden, Riaillé im Südwesten, Grand-Auverné im Westen sowie Petit-Auverné im Nordwesten. 

## Bevölkerungsentwicklung
| Jahr                       | 1962 | 1968 | 1975 | 1982 | 1990 | 1999 | 2006 | 2017 |
| Einwohner                  | 920  | 824  | 716  | 628  | 596  | 607  | 624  | 670  |
| Quellen: Cassini und INSEE |      |      |      |      |      |      |      |      |

## Sehenswürdigkeiten
- Kirche bzw. Kapelle Le Vieux Bourg, Anfang des 15. Jahrhunderts erbaut, Monument historique seit 1977
- Kapelle Saint-Clément, im 15. Jahrhundert zerstört, im 1758 wieder erbaut, 1914 restauriert
- Schloss Coudray

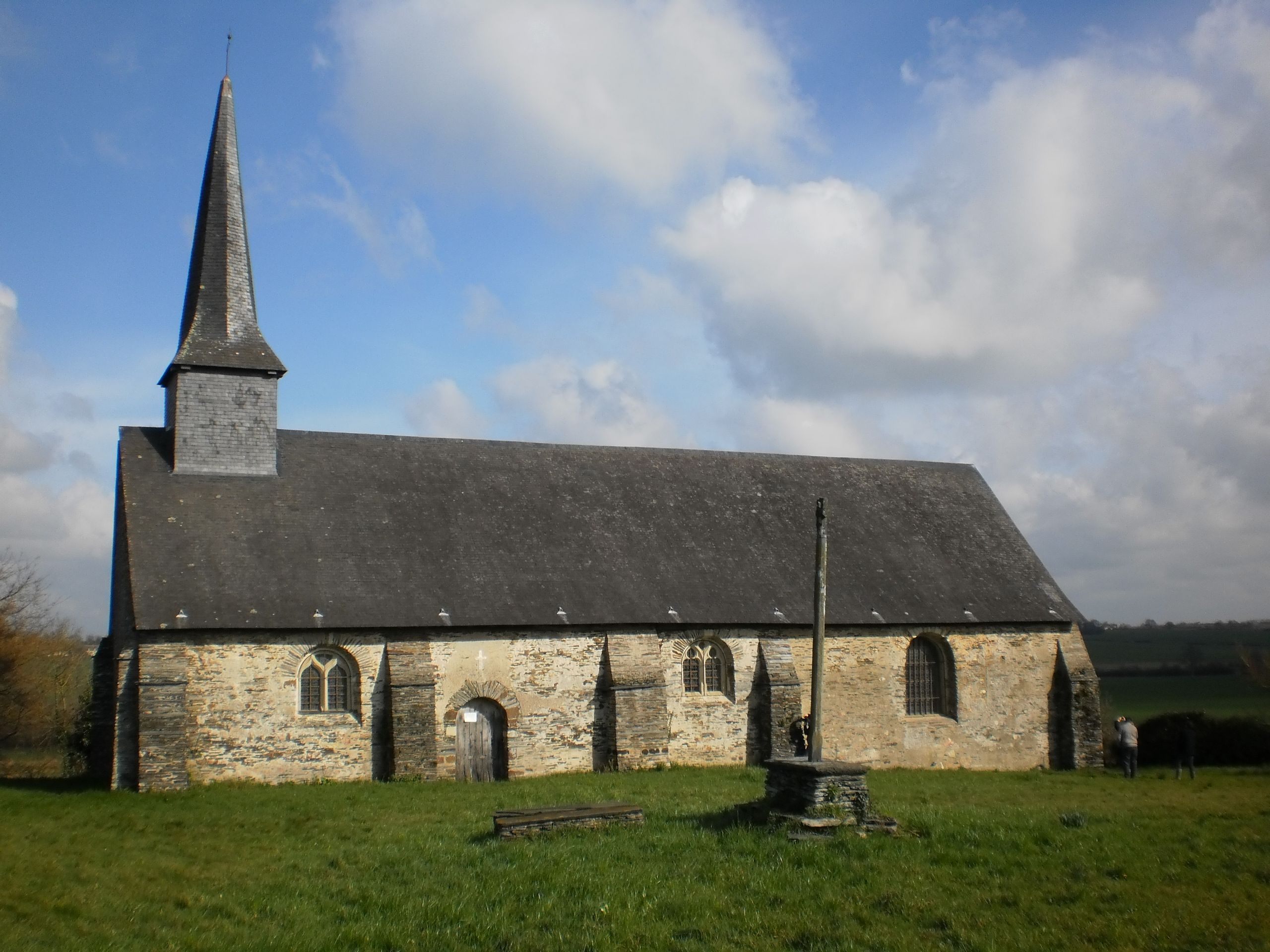
Kirche Le Vieux Bourg
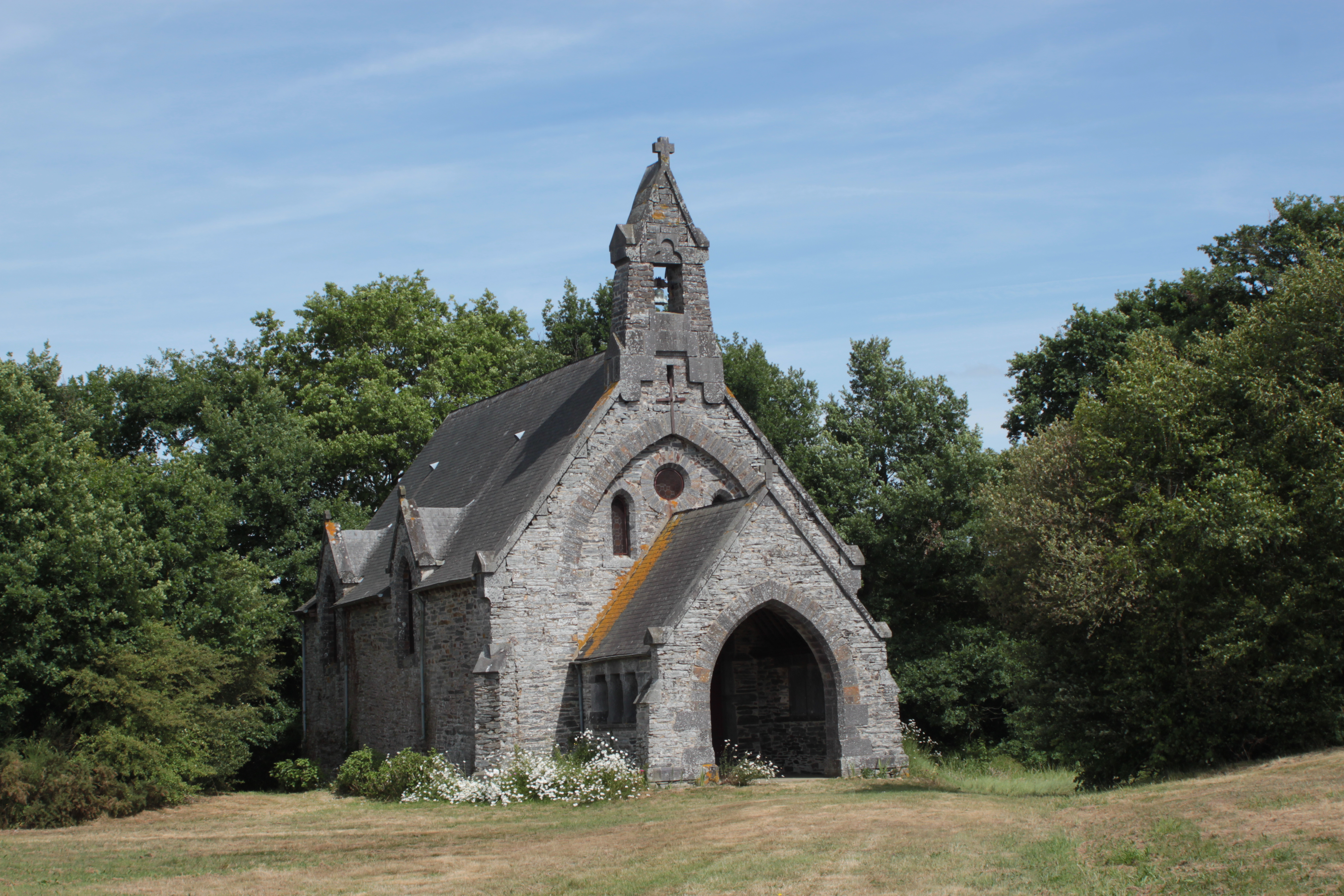
Kapelle Saint-Clément
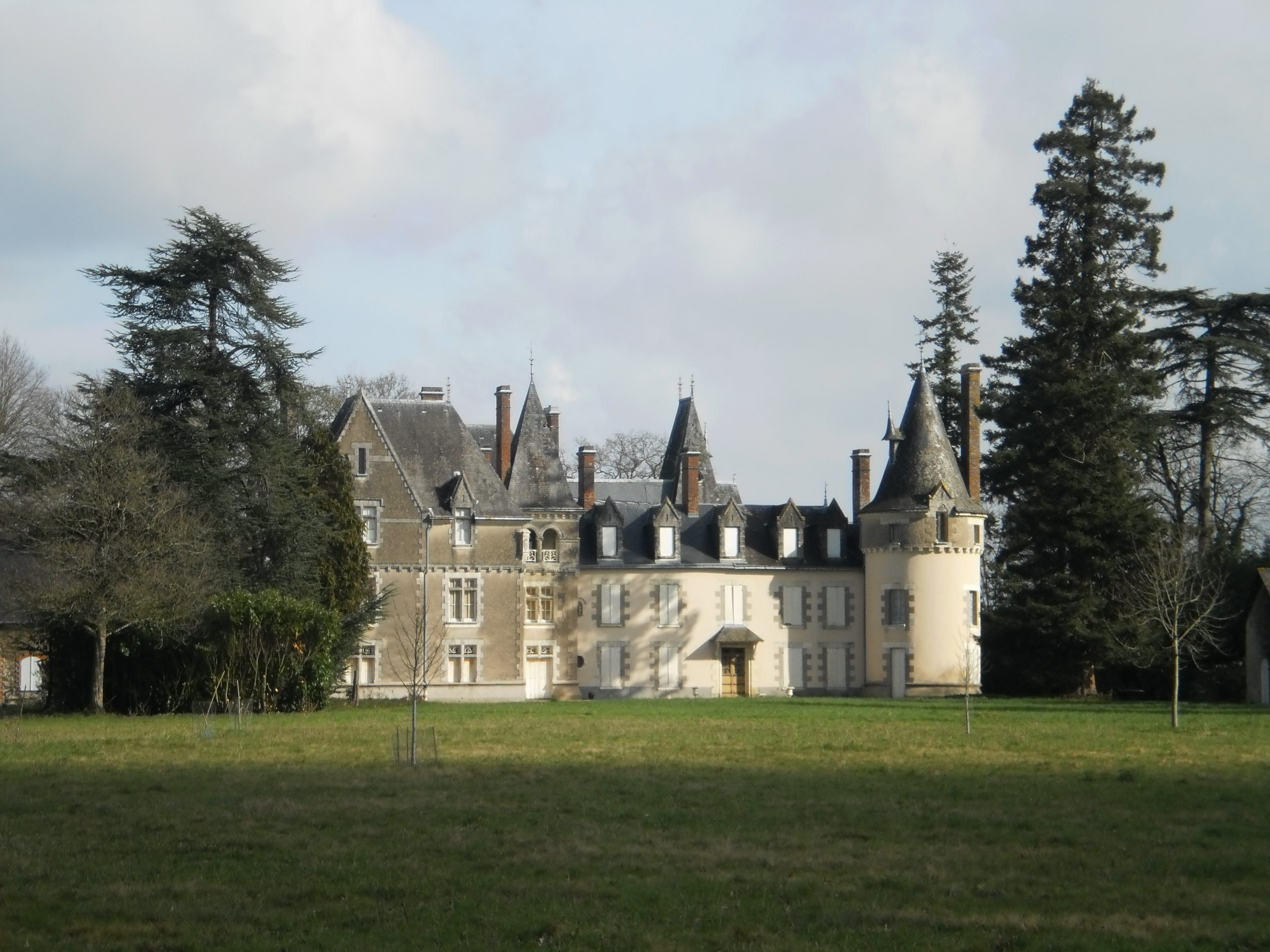
Schloss Coudray